# Tom Criel
Tom Criel est un coureur cycliste belge né le 6 juin 1983 à Eeklo. 

## Biographie
Il est passé professionnel chez Unibet.com, en 2007, et membre de l'équipe Topsport Vlaanderen jusqu'en 2009. En 2010, son contrat n'est pas renouvelé.

## Palmarès
- 2006
  - 5e étape du Tour de la Vallée d'Aoste
  - 3e du Tour de la Vallée d'Aoste
- 2007
  - Bruxelles-Opwijk
- 2009
  - 3e de l'Internationale Wielertrofee Jong Maar Moedig
- 2011
  - Champion de Flandre-Orientale sur route

## Classements mondiaux
| Année           | 2006 | 2007 | 2008 | 2009 |
| --------------- | ---- | ---- | ---- | ---- |
| UCI Asia Tour   |      |      | 249e |      |
| UCI Europe Tour | 440e |      | 650e | 686e |